# Сужарган
Сужарга́н (каз. Сужарған) — село у складі Джангельдинського району Костанайської області Казахстану. Адміністративний центр та єдиний населений пункт Сужарганської сільської адміністрації.
Населення — 404 особи (2021; 509 у 2009, 693 у 1999, 672 у 1989).